# Friedrich Wilhelm Döring
Friedrich Wilhelm Döring (también escrito Doering; 9 de febrero de 1756 - 27 de noviembre de 1837) fue un filólogo clásico alemán, estudioso de la obra de escritores latinos y autor de odas poéticas en esta lengua.

## Semblanza
Era hijo del pastor principal David Gottlieb, que murió cuando Döring era niño. Su madre se volvió a casar poco después, lo que tuvo un impacto negativo en la educación del niño, de la que acabaría encargándose el clérigo local Johann Karl Böttiger. Junto con el hijo de Böttiger recibió una beca en 1772 para la escuela Pforta, y en 1778 ingresó en la Universidad de Leipzig, donde estudió filología, filosofía y teología, y en la que se doctoró tras graduarse en 1781. 
En 1782 sucedió a Johann Gottlob Thierbach como rector del Liceo de Guben, cargo en el que permaneció dos años, tras lo que aceptó un trabajo en la escuela de Naumburgo. 
Fue reclamado en 1786 desde Gotha, contribuyendo a que el liceo de la ciudad se convirtiera en una de las instituciones académicas de humanidades más prestigiosas de Alemania. 
Döring recibió varios reconocimientos por su trabajo. En 1791 fue nombrado consejero de la iglesia de Sajonia-Gotha, y en 1833 recibió un título del Consistorio Católico. Además, recibió la Cruz de Caballero de la Orden del Mérito Civil por ininiciativa del duque de Sajonia. 
Se dice que Döring se distinguió como poeta latino por sus odas. 
El filólogo e historiador clásico Christian Ferdinand Schulze fue su hijo adoptivo. 

## Obras (selección)
- Erklärende Anmerkungen zu den auserlesenen Reden des Cicero. Schul-Buchhandlung, Braunschweig 1797.
- Anleitung zum Übersetzen aus dem Deutschen ins Lateinische. 4 Bände, Geistinger, Wien 1821.

Ediciones
- Marcus Tullius Cicero: Discursos seleccionados de Cicerón (= Parte 3 de la Enciclopedia de los clásicos latinos). Librería escolar, Brunswick 1797.
- Horacio: Opera omnia. 2 volúmenes, Hahn, Leipzig 1814 ss.
- Titus Livius : Opera omnia. 7 volúmenes, Ettinger, Gotha 1816-1819 (comenzada por Friedrich Andreas Stroth ).
- Horacio: Chrestomathia Horatiana y P. Virgilii Maronis Bucolica. Hammerich, Altona 1835.